# Angot Point
Angot Point är en udde i Antarktis. Den ligger på Hoseason Island i Sydshetlandsöarna. Argentina, Chile och Storbritannien gör anspråk på området.
Terrängen inåt land är lite kuperad. Havet är nära Angot Point söderut. Trakten är obefolkad. Det finns inga samhällen i närheten.